# 26 noiembrie
ianuarie • februarie • martie  • aprilie  • mai  • iunie  • iulie  • august  • septembrie  • octombrie  • noiembrie  • decembrie
26 noiembrie este a 330-a zi a calendarului gregorian și a 331-a zi în anii bisecți. Mai sunt 35 de zile până la sfârșitul anului.

## Evenimente

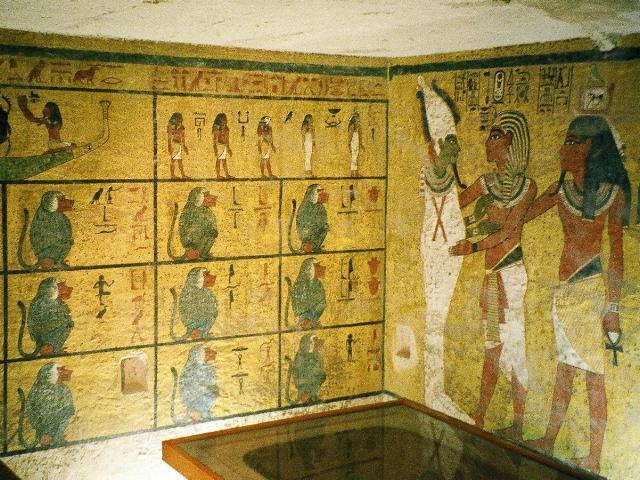
1922: Howard Carter și Lord Carnarvon au intrat pentru prima data în mormântul faraonului Tutankhamon.

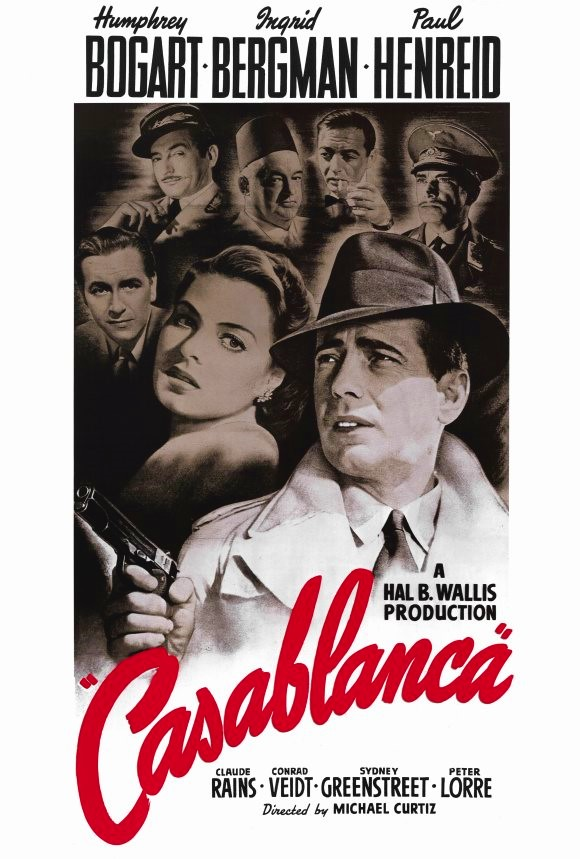
1942: Casablanca, filmul cu Humphrey Bogart și Ingrid Bergman în rolurile principale, are premiera la New York.

- 1346: Carol al IV-lea este încoronat rege german la Bonn.
- 1476: Vlad Țepeș îl învinge pe Basarab Laiotă cu ajutorul lui Ștefan cel Mare și al lui Ștefan Báthory și devine domnitorul Țării Românești pentru a treia oară.
- 1778: În Insulele Hawaii, căpitanul James Cook devine primul european pe insula Maui.
- 1832: Este pus în funcțiune primul tramvai din lume, în New York City.
- 1867: A fost inaugurat primul gimnaziu din Galați, actualul Colegiu Național „Vasile Alecsandri”.
- 1909: A avut loc, la Teatrul Național din București, premiera piesei "Viforul" de Barbu Ștefănescu Delavrancea.
- 1917: Primul Război Mondial: S-a încheiat, la Focșani, armistițiul dintre România și Puterile Centrale, ca urmare a condițiilor militare intervenite în urma armistițiului ruso-german de la Brest-Litovsk.
- 1922: Howard Carter și Lord Carnarvon au intrat pentru prima data în mormântul faraonului Tutankhamon.
- 1940: În închisoarea Jilava au fost împușcați de legionari 64 de foști demnitari ai regimului carlist și participanți la represiunile antilegionare (printre ei: Gh. Argeșeanu, fost prim-ministru, generalul Gabriel Marinescu, fost ministru de Interne, Victor Iamandi, fost ministru de Justiție).
- 1942: Casablanca, filmul cu Humphrey Bogart și Ingrid Bergman în rolurile principale, are premiera la New York.
- 1944: Al Doilea Război Mondial: O rachetă V-2 germană lovește un magazin Woolworth din Londra, ucigând 168 de oameni.
- 1944: Al Doilea Război Mondial: Germania începe atacurile cu V-1 și V-2 asupra orașului Anvers din Belgia.
- 1949: Adunarea Constituantă a Indiei adoptă o nouă Constituție: India devine republică federală în cadrul Comunității Britanice de Națiuni (Commonwealth).
- 1957: Adunarea Generala a ONU adoptă în unanimitate rezoluția inițiată de România, intitulată "Bazele cooperarii economice internaționale".
- 1965: Franța a lansat satelitul Asterix de la Hammaguir din Algeria folosind o rachetă Diamant A.  Aceasta este prima lansare de satelit fără implicarea SUA sau URSS. Franța devine a patra putere spațială din lume.
- 1968: Este adoptată Convenția ONU asupra imprescriptibilității crimelor de război și a crimelor împotriva umanității.
- 1987: Este semnată Convenția Europeană pentru prevenirea torturii și tratamentelor inumane și degradante, elaborată de Consiliul Europei.
- 1998: Tony Blair devine primul prim-ministru britanic care se adresează Parlamentului irlandez.
- 2003: Ultimul zbor al avionului Concorde.
- 2011: NASA lansează Mars Science Laboratory cu roverul Curiosity spre Marte.[1] Roverul va ateriza pe planetă la 6 august 2012.
- 2018: Sonda robotică Insight aterizează pe Elysium Planitia, Marte.
- 2019: Un cutremur cu magnitudinea 6,4 a lovit vestul Albaniei, lăsând cel puțin 52 de oameni morți și peste 1000 de răniți. Acesta a fost cel mai catastrofal cutremur din lume din anul 2019 și cel mai catastrofal care a lovit țara în 99 de ani.[2]
- 2021: Pandemia de COVID-19: Organizația Mondială a Sănătății identifică varianta Omicron SARS-CoV-2.[3]

## Nașteri
- 1604: Johann Bach, primul compozitor Bach (d. 1673)
- 1607: John Harvard, teolog american (d. 1638)
- 1694: Louis de Boissy, scriitor francez (d. 1759)
- 1731: William Cowper, poet englez (d. 1800)
- 1817: Charles Adolphe Wurtz, chimist francez (d. 1884)
- 1818: Silvestru Morariu Andrievici, cleric ortodox român, arhiepiscop al Cernăuților și mitropolit al Bucovinei și Dalmației (1880-1895) (d. 1895)

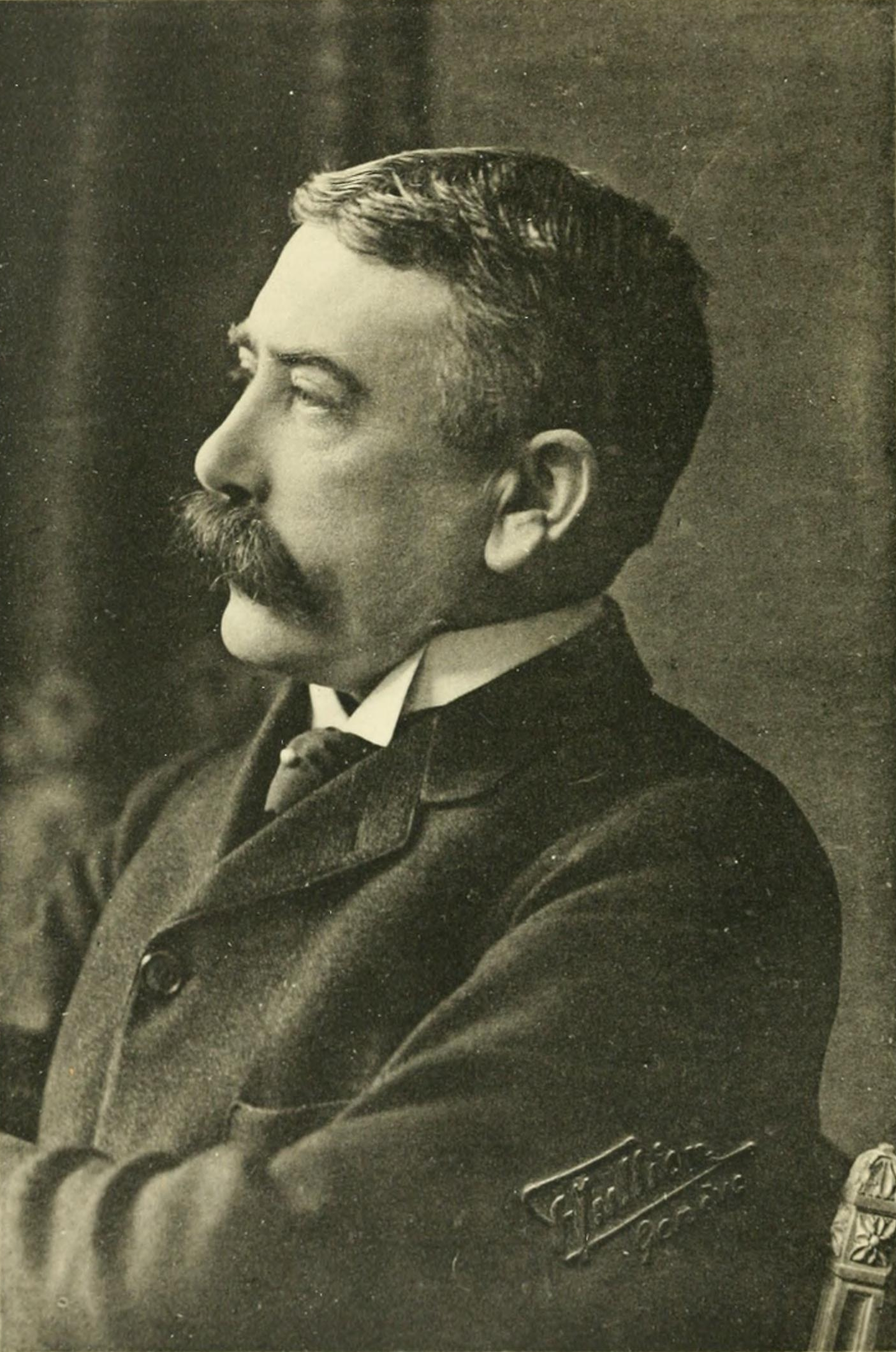
Ferdinand de Saussure, filolog elvețian
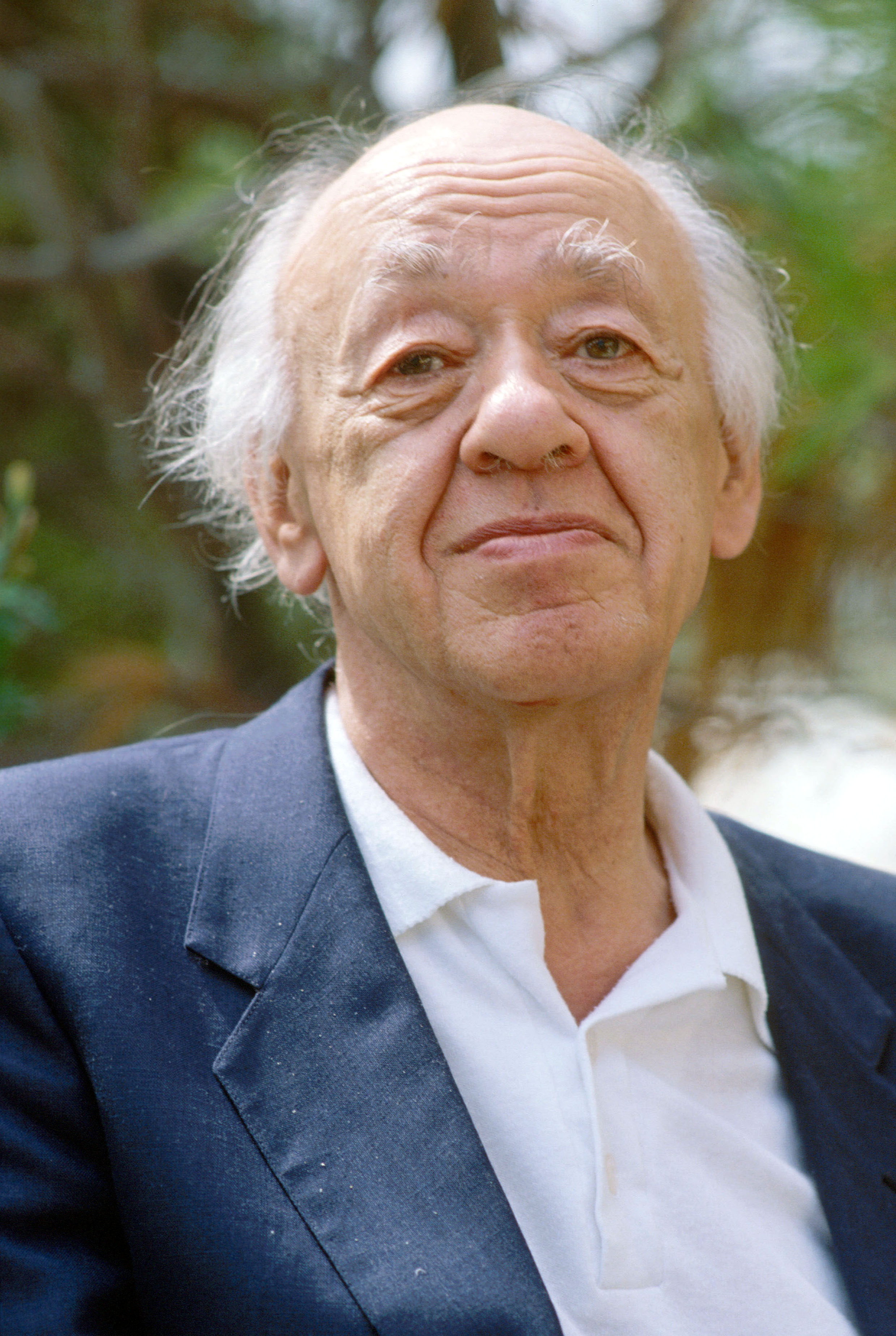
Eugen Ionescu, dramaturg și eseist francez de origine român
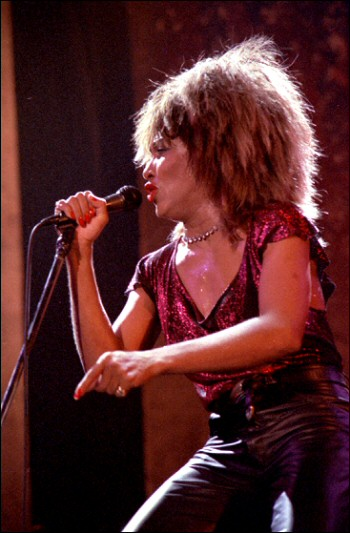
Tina Turner, cântăreață americană

- 1827: Ellen G. White, profet al Bisericii Adventiste de Ziua a Șaptea (d. 1915)
- 1833: Manuel Ussel de Guimbarda, pictor spaniol (d. 1907)
- 1847: Dagmar a Danemarcei, soția țarului Alexander al III-lea (d. 1928)
- 1857: Ferdinand de Saussure, filolog elvețian (d. 1913)
- 1864: Auguste Charlois, astronom francez (d. 1910)
- 1869: Maud de Wales, regină a Norvegiei, soția regelui Haakon al VII-lea al Norvegiei (d. 1938)
- 1870: Augustin Pacha, episcop romano-catolic de Timișoara, deținut politic (d. 1954)
- 1875: Gisella Grosz, pianistă maghiară (d. 1942)
- 1893: Nicolae Bălțățeanu, actor român (d. 1956)
- 1896: Dumitru Murărașu, istoric literar, editor și traducător român (d. 1984)
- 1898: Karl Ziegler, chimist german (d. 1973)
- 1901: Mihail Drumeș, scriitor român (d. 1982)
- 1909: Eugen Ionescu, dramaturg și eseist francez de origine română (d. 1994)
- 1910: Cyril Cusack, actor american (d. 1993)
- 1914: Liviu Constantinescu, geofizician român (d. 1997)
- 1929: Ion Vlad eseist, critic și teoretician literar (d. 2022)
- 1931: Adolfo Pérez Esquivel, sculptor, pictor, arhitect și activist argentinian, laureat al Premiului Nobel (1980)
- 1931: Adrianus Simonis, cardinal din Țările de Jos (d. 2020)
- 1933: Imre Pozsgay, politician maghiar (d. 2016)
- 1933: Ella Zeller, jucătoare și antrenoare română de tenis de masă
- 1939: Tina Turner, cântăreață, actriță și compozitoare americană (d. 2023)

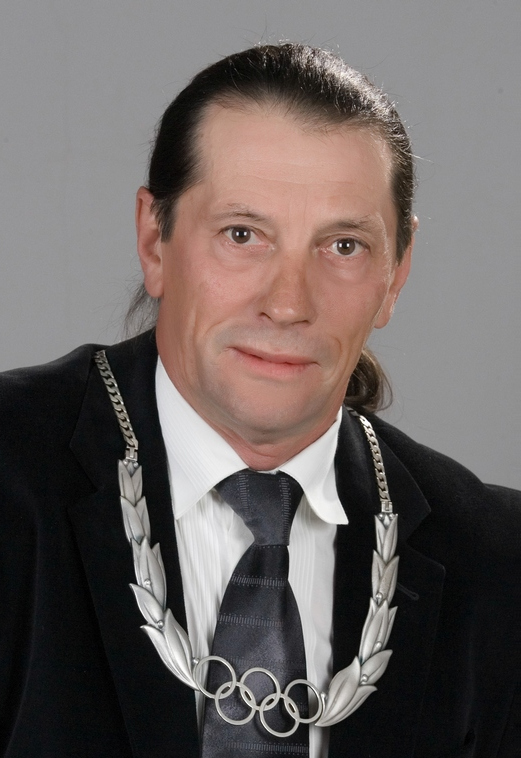
Ivan Patzaichin, multiplu campion român
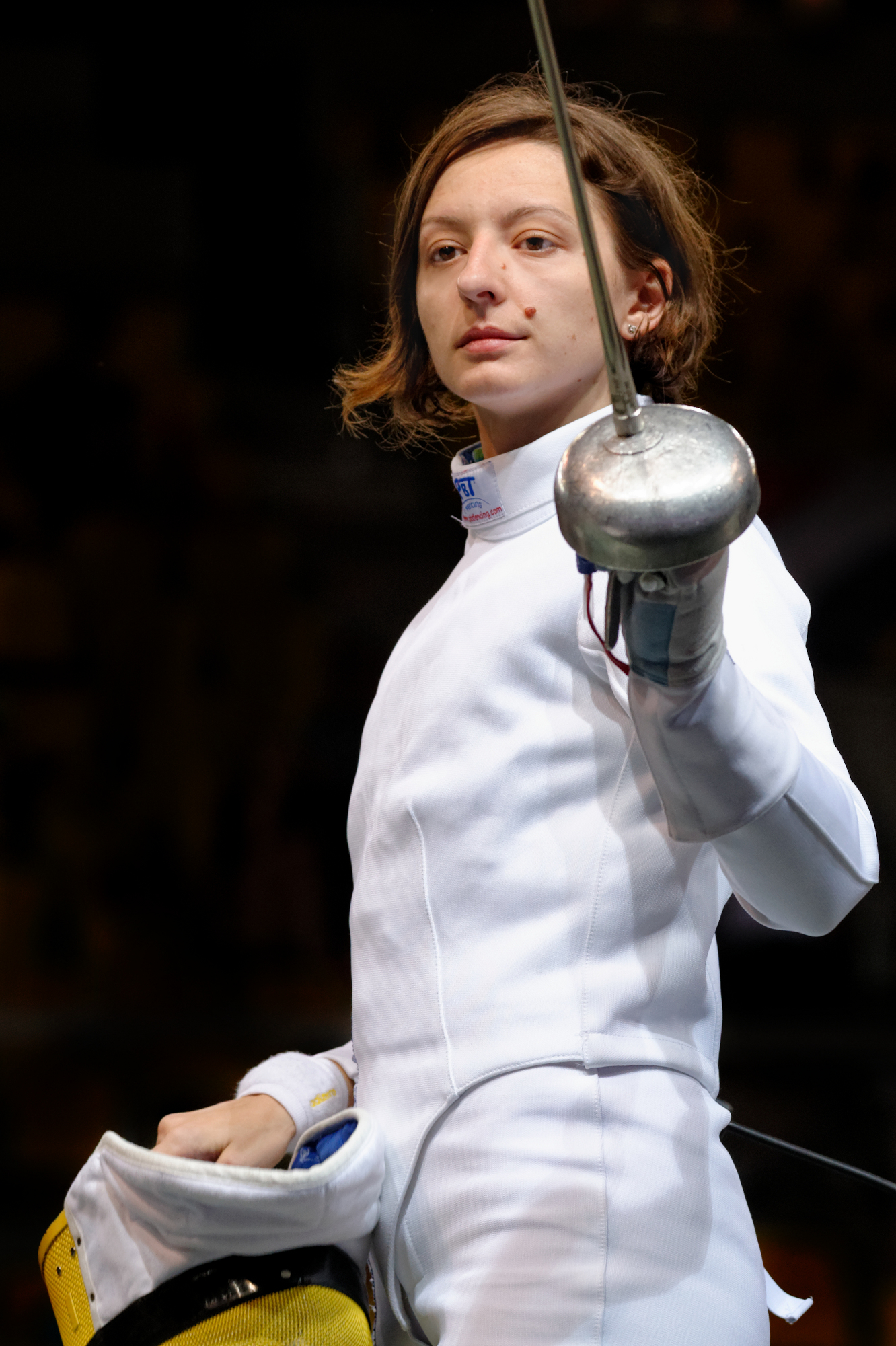
Ana Maria Brânză, scrimeră română
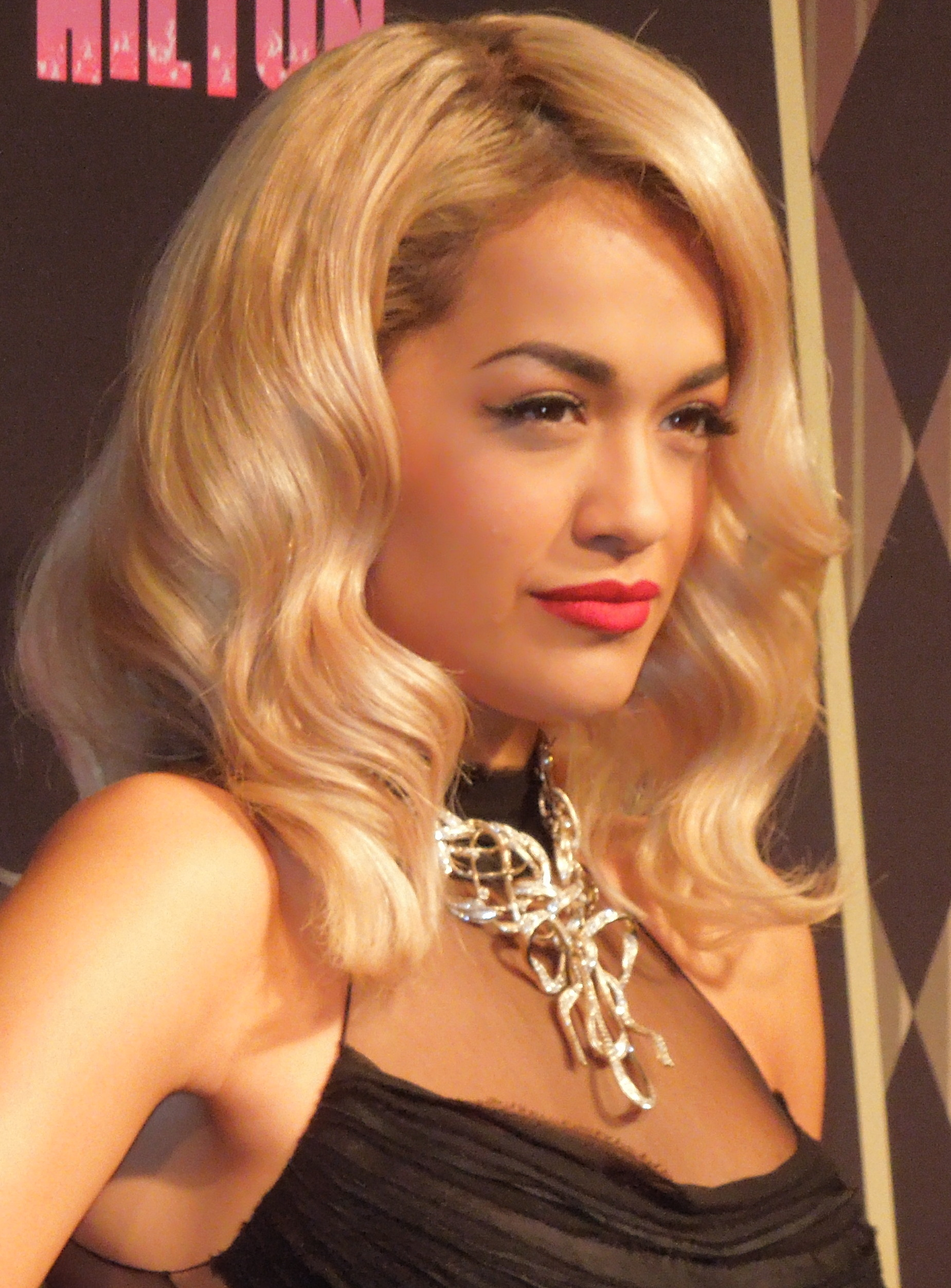
Rita Ora, cântăreață britanică

- 1940: Enrico Bombieri, matematician italian
- 1945: Daniel Davis, actor american
- 1948: Elizabeth Blackburn, biologă americană de origine australiană, laureată a Premiului Nobel (2009)
- 1949: Ivan Patzaichin, multiplu campion român, olimpic și mondial la caiac-canoe (d. 2021)
- 1953: Desiré Wilson, pilot de curse sud-africană
- 1957: Valer Toma, canotor român
- 1962: Reinhart Guib, teolog luteran român
- 1964: Chokri Belaïd, politician tunisian (d. 2013)
- 1966: Benedicta Boccoli, actriță italiană
- 1968: Francisc Vaștag, pugilist român
- 1971: Robert Cazanciuc, politician român, ministru al justiției (2013-2015)
- 1971: Liliana Palihovici, politiciană din Republica Moldova
- 1975: Salvatore Sanzo, scrimer italian
- 1978: Adelina Gavrilă, atletă română
- 1980: Aruna Dindane, jucător ivorian de fotbal
- 1980: George-Edward Dircă, politician român
- 1981: Natasha Bedingfield, cântăreață britanică
- 1984: Ana Maria Brânză, scrimeră română, vicecampioană olimpică la spadă
- 1984: Daniel Carpo, rugbist român
- 1986: Bauke Mollema, ciclist neerlandez
- 1988: Nicoleta Tudor, handbalistă română
- 1990: Gabriel Paulista, fotbalist brazilian
- 1990: Rita Ora, cântăreață, compozitoare și actriță britanică originară din Kosovo
- 1990: Danny Welbeck, fotbalist englez
- 1992: Mădălina Linguraru, sportivă română, practicantă a luptelor în stil liber

## Decese
- 1252: Blanche a Castiliei, soția regelui Ludovic al VIII-lea al Franței (n. 1188)
- 1504: Regina Isabela I a Spaniei (n. 1451)
- 1851: Louis-Philippe Crépin, pictor francez (n. 1772)
- 1855: Adam Mickiewicz, poet polonez (n. 1798)
- 1871: Prințul Gaetan, Conte de Girgenti (n. 1848)
- 1885: Thomas Andrews, medic, chimist și fizician irlandez (n. 1813)
- 1894: Pafnuti Cebîșev,  matematician rus (n. 1821)

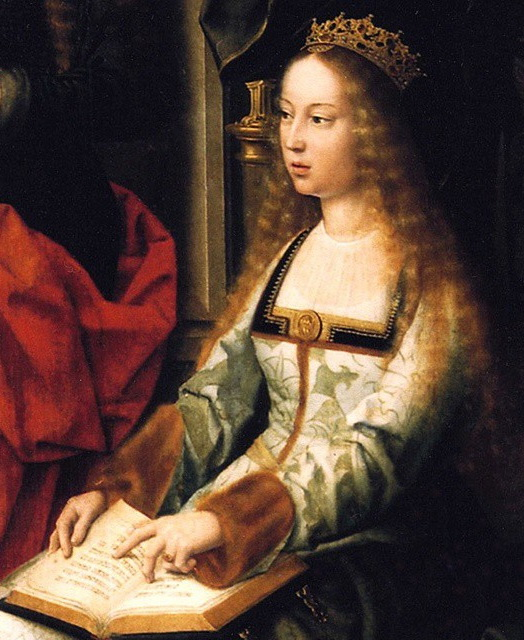
Regina Isabela I a Spaniei
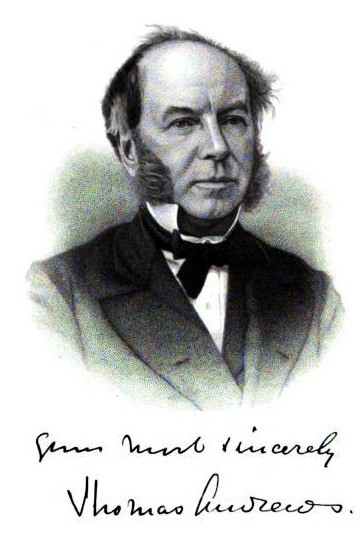
Thomas Andrews, medic, chimist și fizician irlandez
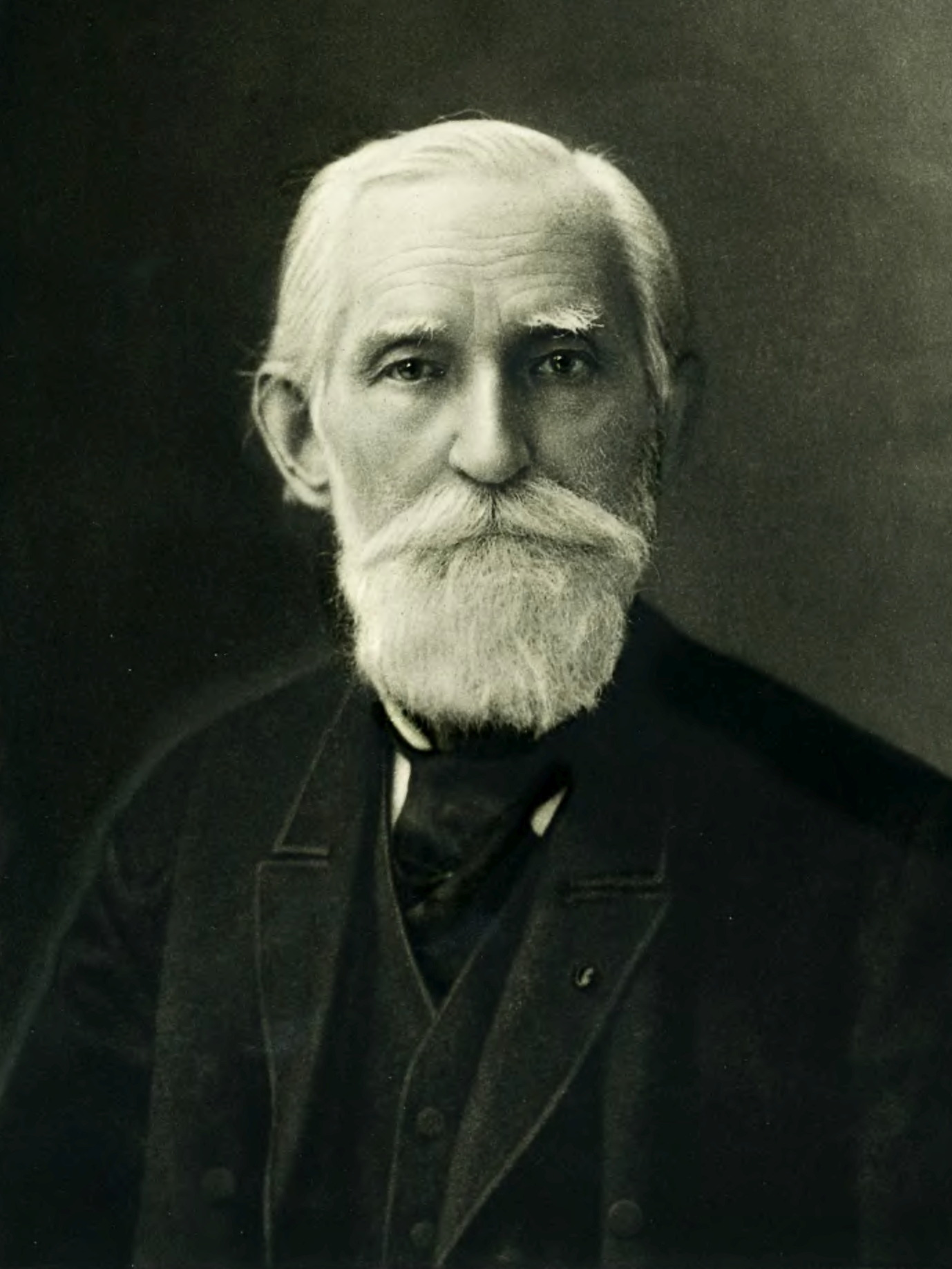
Pafnuti Cebîșev,  matematician rus

- 1912: Marie, Contesă de Flandra (n. 1845)
- 1916: Angèle Dubos, pictoriță franceză (n. 1844)
- 1934: Mihailo Hrușevski, academician, politician și istoric ucrainean (n. 1866)
- 1952: Lucien Fabre, scriitor francez, câștigător al Premiului Goncourt în 1923 (n. 1889)
- 1957: Aleksei Remizov, scriitor rus (n. 1957)
- 1963: Gheorghe Băgulescu, general român, scriitor și colecționar de artă (n. 1886)
- 1981: Max Euwe, jucător olandez de șah (n. 1901)
- 1987: Costache Ioanid, poet român (n. 1912)
- 2004: Philippe de Broca, regizor francez (n. 1933)
- 2012: Joseph E. Murray, medic chirurg american, laureat al Premiului Nobel (1990), (n. 1919)
- 2013: Temistocle Popa, compozitor român (n. 1921)
- 2018: Bernardo Bertolucci, regizor italian (n. 1940)
- 2022: Sanda Toma, actriță română de teatru și film (n. 1934)
- 2023: Alberto da Costa e Silva, istoric, poet și fost diplomat brazilian (n. 1931)

## Sărbători
- Sf. Cuvios Alipie Stâlpnicul, Cuviosul Mucenic Nicon si Sfântul Cuvios Stelian Paflagonul (calendar creștin-ortodox)
- Sf. Ioan Berchmans (calendar romano-catolic)
- Sf. Alip Stilitul, Sf. Cuv. Nicon (calendar greco-catolic)